# Застава општине Бајина Башта
Застава општине Бајина Башта је донешена једногласном одлуком одборника на последњој седници Скупштине општине Бајина Башта одржаној 15. јула 2021. године, када је Бајина Башта је по први пут у историји добила заставу у складу са хералдичким правилима.

## Опис заставе
Следи званични опис и коментар заставе и његовог значења који је наведен у образложењу Српског хералдичког друштва и одлуци Скупштине општине Бајина Башта.
Блазон Стега (заставе) општине гласи
| „ | Раздељено плаво и црвено, преко свега пропети сребрни грифон златно оружан и истог таквог језика, а у десном кантону главе златно оцило. Грифон, као хералдички мотив који (између осталог) симболизује умножавање књига и чување знања алудира на улогу манастира Рача као преписивачког центра. Грифон, као хералдички мотив који симболизује и чување блага, овде такође алудира и на улогу манастира Рача у очувању Мирослављевог Јеванђеља. Сребрна боја грифона и црвена боја поља по узору комбинације боја националног грба, алудирају на националну важност манастира Рача за очување српске рукописне традиције и писмености у раном модерном добу српске историје, као и улогу манастира Рача у чувању Мирослављевог Јеванђеља. Због свог доминантног значаја за општину Бајина Башта, грифон као алузија на манастир Рачу налази се како на штиту тј. Основном грбу, тако и на стегу. | ” |